# カワタ
株式会社カワタ（英: KAWATA MFG.CO.,LTD.）は大阪府大阪市西区阿波座に本社を置く各種加工機器とそれに類するシステムの企画・製造・販売をおこなう企業である。1935年創業。

## 会社概要
主にプラスチック成形・合理化周辺機器の企画から販売までをおこなう。中でも混合流動機では、薬品・化学工業などの企業向けに強い。
その他、吸引輸送機、金型温度調節機、乾燥機まで広い範囲の製品を持ち、様々な分野においてシェアを有する。

## 沿革
- 1935年 - 創業者・川田正煥が大阪市西成区に川田製作所を創立
- 1951年 - 株式会社に改組
- 1962年 - 高速流動式混合混練機（スーパーミキサー）の生産開始
- 1985年 - 「株式会社川田製作所」から「株式会社カワタ」に社名変更
- 1991年 - 株式を店頭登録（現在のジャスダック）
- 2013年 - 東京証券取引所第2部に上場
- 2018年 - 東京証券取引所第1部に指定替え